# Син синигер
Синият синигер (или обикновен синигер) (Cyanistes caeruleus) е дребна птица от разред Врабчоподобни (Passeriformes). Тежи около 20 грама, което го прави видимо по-дребен от големия синигер и почти наполовина по-дребен от домашното врабче. Храни се предимно с дребни безгръбначни и зимно време с пъпки, семена и сухи плодове. Няма изразен полов диморфизъм. Гнезди в дупки по дърветата и различни кухини. Обикновено се държи далеч от човешките поселения, но зимата често влиза в тях, докато търси храна. В България се е превърнал в рядка птица и е защитен от закона.

## Описание
Челото му е бяло, а темето и тилът – сини. Бузите му са бели, оградени с черна ивица, съединена с черното му гърло. Гърбът му е зелен, крилата и опашката му са сини, а гърдите и коремът – лимоненожълти. Обитава паркове, градини, крайречни насаждения и покрайнини на гори в равнини и предпланини. През зимата често се среща в селища, на ята с други видове синигери.